# Paraheliophanus
Paraheliophanus Clark & Benoit, 1977 è un genere di ragni appartenente alla Famiglia Salticidae.

## Etimologia
Il nome deriva dal greco παρὰ, parà, che significa accanto a, al fianco di, ad intendere la parentela diretta e la somiglianza con i ragni del genere Heliophanus

## Distribuzione
Le quattro specie oggi note di questo genere sono state rinvenute sull'isola di Sant'Elena.

## Tassonomia
A dicembre 2010, si compone di quattro specie:
- Paraheliophanus jeanae Clark & Benoit, 1977 — Isola di Sant'Elena
- Paraheliophanus napoleon Clark & Benoit, 1977 — Isola di Sant'Elena
- Paraheliophanus sanctaehelenae Clark & Benoit, 1977 — Isola di Sant'Elena
- Paraheliophanus subinstructus (O. P.-Cambridge, 1873)[2] — Isola di Sant'Elena